# Werner Mothes
Werner Johannes Mothes (* 27. Januar 1909 in Zwickau; † 19. Juni 1930 in Dresden) war ein deutscher Bildhauer. Er war ein Vertreter der Kunstrichtung der Neuen Sachlichkeit.

## Leben
Werner Mothes – Sohn des Zwickauer Stadtverwaltungsinspektors Johannes Paul Mothes und seiner Frau Martha Helene – absolvierte bereits während seiner Schulzeit eine Lehre beim Zwickauer Holzbildhauer Schreier, danach besuchte er die kunstgewerbliche Abteilung der Zwickauer Ingenieurschule unter der Leitung des Malers Willibald Weingärtner.
Auf Empfehlung des Dresdner Malers Hans Christoph begann Werner Mothes spätestens im Mai 1928 als Kunststudent beim Bildhauer Georg Wrba an der Akademie der Bildenden Künste in Dresden. Mit Hans Christoph war Werner Mothes freundschaftlich verbunden. Ab Mitte des Jahres 1929 wohnte Werner Mothes in einem Zimmer der Wohnung von Hans Christoph und seiner Frau Erna Lincke, die ebenfalls Malerin war, in der Dresdner Ostbahnstraße. Hans Christoph, der nach dem Ersten Weltkrieg beim Maler Carl Lohse gelernt hatte, führte Werner Mothes und seinen Mitstudenten Erhard Hippold in den Freundeskreis der Familie der Malerin Rose Scheumann in Bischofswerda ein, dem zum Beispiel auch Ludwig Renn und das Ehepaar Helene und Hildebrand Gurlitt angehörten. Auch Beziehungen zum Maler Otto Griebel sowie zu den Tänzerinnen Mary Wigman und Valeska Gert sind nachweisbar. Für Mary Wigman fertigte Werner Mothes auch Theatermasken.
Neben seinen bildhauerischen Arbeiten hat Werner Mothes auch zahlreiche Skizzen, wohl Vorarbeiten zu seinen plastischen Arbeiten, hinterlassen. Eines seiner Hauptwerke, der „Sinnende Jüngling“, wurde 1931 in den Zwickauer Stadtparkanlagen am Schwanenteich aufgestellt, jedoch zu Beginn des Zweiten Weltkriegs zur Waffengewinnung wieder eingeschmolzen.
Werner Mothes starb einundzwanzigjährig am 19. Juni 1930 nach einer fast überstandenen Lungenentzündung an einer Lungenembolie. Viele seiner Arbeiten blieben nach seinem Tod beim Maler Hans Christoph, wo sie zusammen mit dessen künstlerischem Werk beim Luftangriff auf Dresden im Februar 1945 verbrannten.

## Werke (Auswahl)
- Sinnender Jüngling (1930, Gips, im Bestand der Kunstsammlungen Zwickau Max-Pechstein-Museum)
- Stehende (1928–1930, Gips, im Bestand der Kunstsammlungen Zwickau Max-Pechstein-Museum)
- Selbstbildnis (1928–1930, Gips, getönt, im Bestand der Staatlichen Kunstsammlungen Dresden, Skulpturensammlung)[2]
- Nachdenkende (Zweierfigurengruppe, 1927–1930, Gips, im Bestand der Kunstsammlungen Zwickau Max-Pechstein-Museum)
- Schreitende (1927–1930, verschollen, nur als historische Fotografien erhalten)
- Einsamer und Liebespaar (Dreierfigurengruppe, 1929, Holz, im Bestand der Kunstsammlungen Zwickau Max-Pechstein-Museum)
- Zwei Männer und junge Frau (Dreierfigurengruppe, 1927–1930, Holz verschollen, nur als historische Fotografien erhalten)
- Ich und die Frauen (Dreierfigurengruppe, 1927–1930, Holz, verschollen, nur als historische Fotografien erhalten)

## Ausstellungen
- September bis November 1930: Gedächtnis-Ausstellung von Plastiken und Skizzen des Bildhauers Werner Mothes. Kreis der Museumsfreunde Zwickau in Gemeinschaft mit dem König-Albert-Museum Zwickau (jetzt Kunstsammlungen Zwickau Max-Pechstein-Museum).[3][4][5][6][7]
- August 1931: Gedächtnisausstellung Werner Mothes. Plastik / Graphik. Galerie Junge Kunst, Josef Sandel. Dresden.[8][9][10][11][12][13][14][15][16]
- November / Dezember 1949: Gedächtnisschau des jung verstorbenen Zwickauer Plastikers Werner Mothes. Städtisches Museum Zwickau (jetzt Kunstsammlungen Zwickau Max-Pechstein-Museum).[17]
- Juni bis September 2023: Ein kurzes Künstlerleben. Der Bildhauer Werner Mothes (1909–1930) und seine Zeitgenossen. Kunstsammlungen Zwickau Max-Pechstein-Museum, Zwickau.[18]

## Beteiligung an Ausstellungen
- Juni 1930: Plastikausstellung des Sächsischen Kunstvereins. Brühlsche Terrasse Dresden. Porträt seines Freundes Hans Christoph.[19]
- August 1930: Porträtausstellung. Junge Kunst Galerie Junge Kunst, Josef Sandel. Dresden. Beteiligung mit zwei Arbeiten.[20][21]
- Januar 1931: Unbekannte junge Künstler. Galerie Junge Kunst, Josef Sandel. Dresden. Vertreten durch zwei Holzplastiken.[22][23][24][25]
- 1934: Sächsische Kunstausstellung Dresden. Vertreten durch vier Plastiken.[26]
- April bis Juni 1954: Künstler aus Zwickau. Ausstellung anlässlich des 40-jährigen Bestehens des Städtischen Museums. Städtisches Museum Zwickau (jetzt Kunstsammlungen Zwickau Max-Pechstein-Museum). Vertreten durch mit 14 Arbeiten.[27]